# اندرو تاون
اندرو تاون (به انگلیسی: Andros Town) شهری در کشور باهاما است که جمعیت آن در سرشماری سال ۲۰۰۹ میلادی، ۲٬۳۱۸ نفر بوده‌است.